# بهو

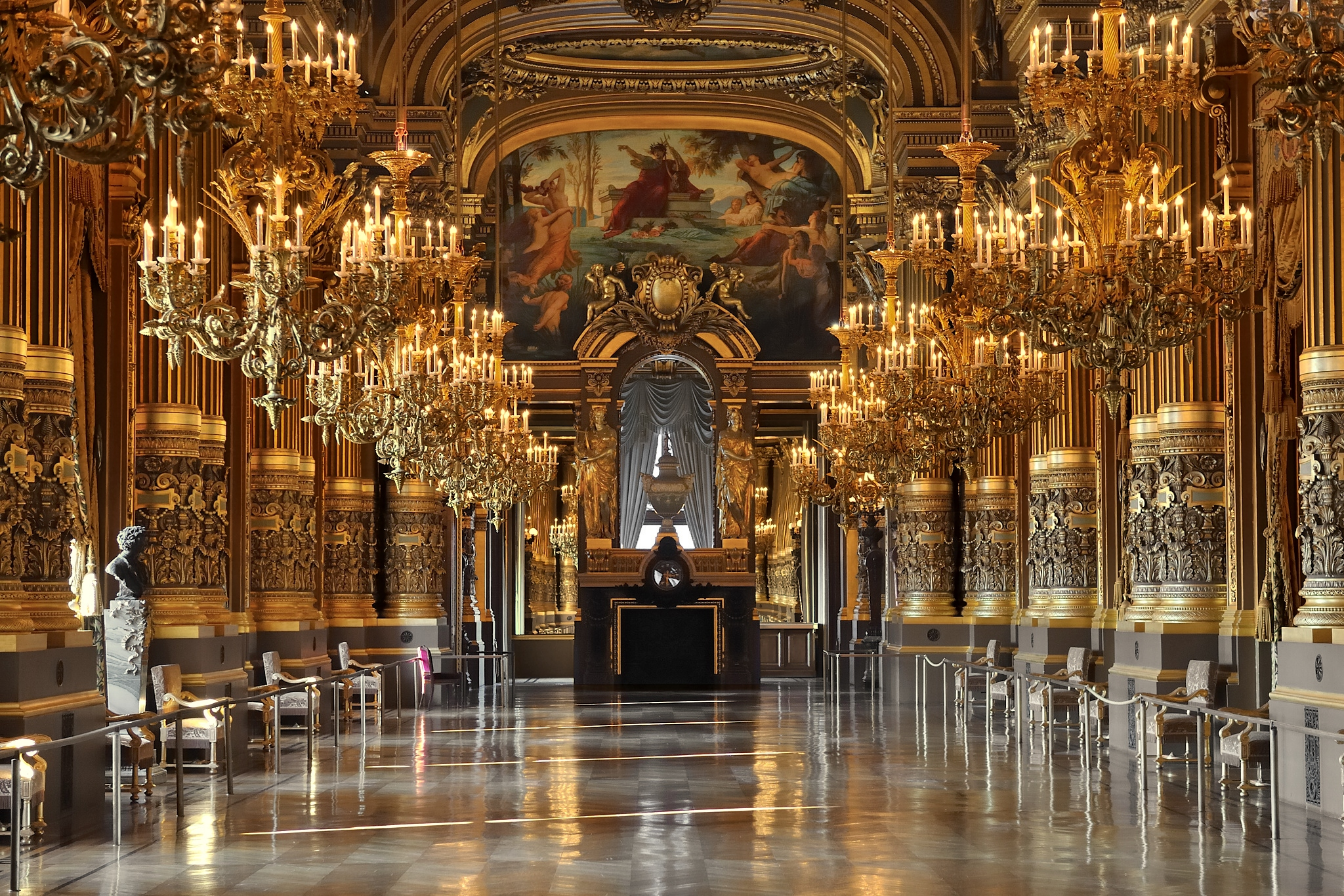
دار الأوبرا في باريس، صالون قصر غارنييه

البَهْو (أو الدِّهلِيز، الرَّدهَة، الرُّوَاق، الكَوَالِيس، لُوبِ) هو غرفة كبيرة أو مجمع من الغرف عند مدخل فندق أو مسرح أو قاعة إلخ.
غالبًا ما يكون البهو عبارة عن غرفة كبيرة أو مجمع من الغرف بجوار المسرح. يمكن أن تكون منطقة استراحة للمتفرجين، وتستخدم بشكل أساسي قبل العرض وأثناء فترات الراحة، ولكن أيضًا كمكان للاحتفالات بعد العرض.
منذ منتصف الثمانينيات، كان هناك اتجاه متزايد للتفكير في الردهات على أنها أكثر من مجرد وسيلة للانتقال من الباب إلى المصعد، بل باعتبارها مساحات اجتماعية وأماكن تجارية. تم إجراء بعض الأبحاث أيضًا لتطوير وتحسين تصميم بهو الفنادق. تبذل العديد من المباني العامة جهودًا كبيرة لتزيين ردهاتهم لبث أفضل انطباع عن أنفسهم.

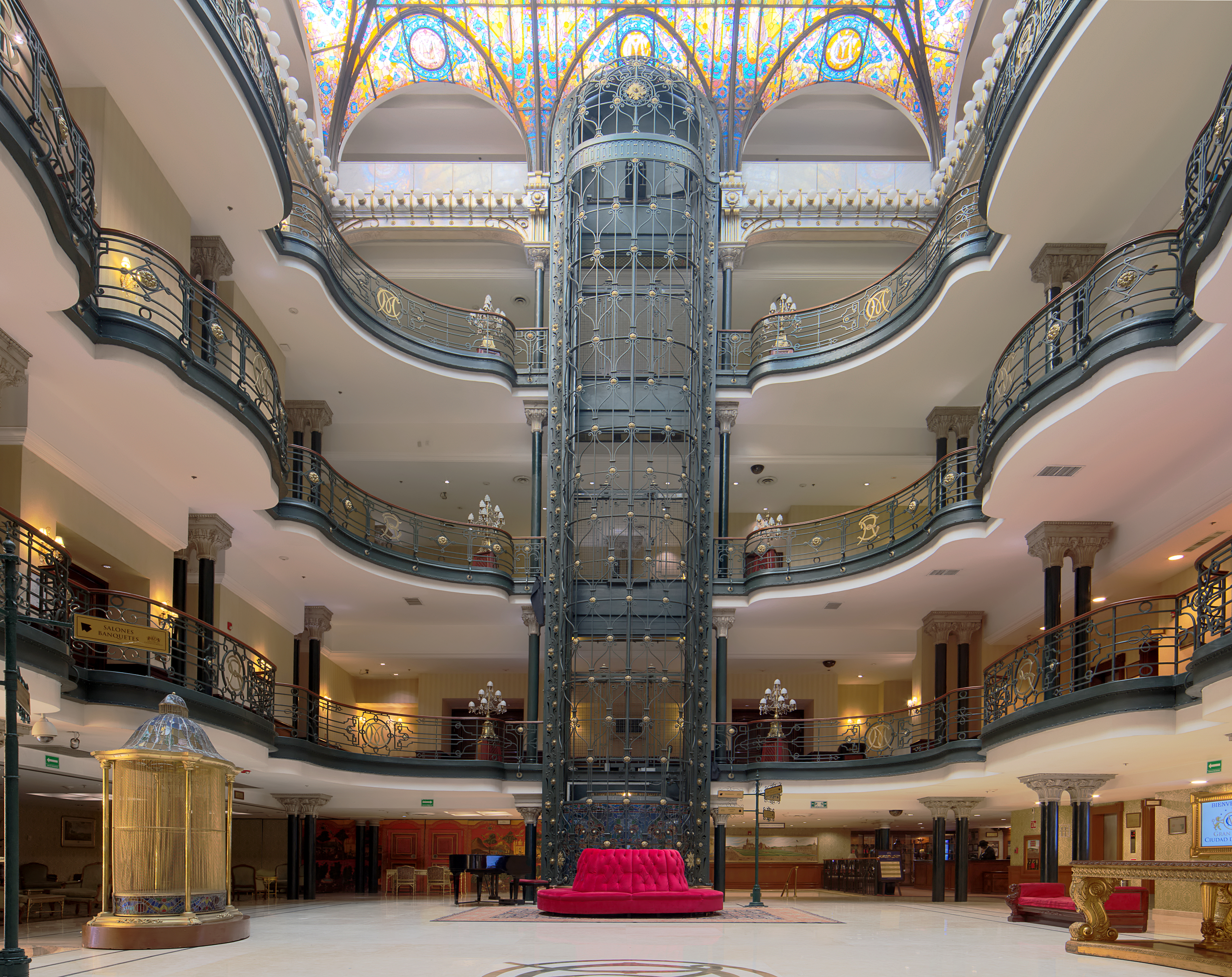
بهو فندق مع مصعد وشرفات

## البهو في المباني العامة
في معظم المباني العامة اليوم، غالبًا ما تتكون المنطقة شبه الخاصة من ردهة مفتوحة للجمهور، حيث يتم التحكم بطريقة الدخول اليها بشكل صارم. في كثير من الاحيان لا يتم جدولة الأحداث العامة في الردهات. وعادة ما يتم استخدام اللوبي من قبل الموظفين عند نهاية العمل.

### المدخل
يعد مدخل المبنى عنصرًا أساسيًا للتحكم بالدخول. ولكنه أيضًا المكان الذي يحصل فيه الناس على انطباعهم الأول. عندما يدخل الناس إلى المحكمة، على سبيل المثال، يجب أن تكون هناك علامات على أن هذا مكان للديمقراطية والعدالة.
يجب ان تحتوي المداخل الفعالة على عناصر مرئية من مسافة بعيدة وواضحة وترحيبية من مسافة قريبة.

### مبادئ

#### الرؤية عن بعد
يجب أن يكون المدخل مرئيًا دائمًا بغض النظر عما إذا كان الناس يتنقلون بالسيارة أو سيرًا على الأقدام. وذلك لتسهيل دخول الزوار لأول مرة إلى المبنى وجعل منطقة المدخل مريحة للزوار والموظفين العاديين.

#### الوصول
يجب أن تكون عملية دخول المبنى أمرًا بديهيًا، ولكن غالبًا ما يتم إخفاء المداخل خلف عناصر معمارية، أو تصعيبها بإجراءات أمنية، مما يترك الزائرين في حيرة من أمرهم قبل دخولهم المبنى. التصميم الصحيح للعناصر المعمارية وتصميم الموقع، بما في ذلك الإضاءة، يساعد الزوار في العثور على طريقهم بطريقة بديهية.

#### الهوية
يبدو أن بعض المباني العامة تخفي هويتها، ولا تعطي المارة أدنى فكرة عما يدور داخلها. فهذه الحقيقة تحد من قدرتها على جذب المزيد من الزوار.

#### المقياس البشري
إعطاء المدخل البعد الإنساني وجعله أكثر ترحيباً من خلال التفاصيل المصممة للمشاة. وإلا فإنه قد يعطي احساسا محايدا أو مخيفا.

### البهو
يمكن أن يظهر اللوبي «كقاعة» للمبنى ومكان تجمع الناس. يتم تصميم الردهات بشكل تقليدي لإثارة إعجاب الزوار من خلال مثلا الأسقف المقببة والممرات المفتوحة الكبيرة، والجداريات... الخ. ولذلك يقوم مديرو المباني العامة بتجربة دمج الاستخدامات والأنشطة الجديدة في الردهات لتعزيز تجربة الزائر، مثلا ادراج مقهى، أو تمثال كبير... الخ.

### مبادئ هامة

#### حضور مرحب به
في بعض الردهات، يواجه الناس أولاً ضابط أمن يوجههم من خلال جهاز الكشف عن المعادن، وهي تجربة غير شخصية وغير ترحيبية. على العكس من ذلك، فإن عرض الأزهار الجميل الموضوع بشكل مناسب خلف حراس الأمن يجعل الردهة مرحبة ومقبولة.

#### عوامل الجذب
تحتاج الردهات إلى مناطق جذب لاعطاء المستخدمين مجموعة من الأشياء التي يمكنهم القيام بها أثناء الانتظار أو الراحة. من الأمثلة اعلى ذلك منطقة انتظار مريحة؛ مكان للشراء وتناول فنجان من القهوة؛ أو معرض فني ومنحوتات تفاعلية.

#### مناطق محورية
مثل الساحات الخارجية للمبنى، يجب أن تحتوي الردهات أيضا على أماكن يمكن تحديدها بسهولة. الردهة هي مكان مناسب لالتقاء بالاشخاص وبالتالي فإن وجود مناطق محورية مهة للغاية.

#### تثليث النشاطات
يشير مصطلح التثليث إلى علاقة الربط المادي أو البصري بين عناصر قريبة من بعضها البعض. مثلا «أماكن الانتظار» المفتوحة والمصممة بجانب احواض الزهور أو بالقرب من نافورة صغيرة، من شأنها أن تخلق مساحة ممتعة وجذابة.